# ING Cup 2002/03
Der ING Cup 2002/03 war die 34. Austragung der nationalen List A Cricket-Meisterschaft in Australien. Der Wettbewerb wurde zwischen dem 13. Oktober 2002 und 29. Februar 2003 zwischen sechs australischen First-Class-Vertretungen der Bundesstaaten ausgetragen. Im Finale konnte sich New South Wales mit 4 Wickets gegen Western Australia durchsetzen.

## Format
Die sechs Mannschaften spielten in einer Gruppe jeweils zwei Mal gegen jede andere Mannschaft. Für einen Sieg gab es vier Punkte, für ein Unentschieden oder No Result zwei und für eine Niederlage keinen Punkt. Ein Bonuspunkt wurde vergeben, wenn bei einem Sinn die eigene Runzahl die des Gegners um das 1,25-fache überstieg, ein weiterer, wenn sie sogar mehr als das Doppelte des Gegners betrug. Des Weiteren war es möglich, dass Mannschaften Punkte abgezogen bekamen, wenn sie beispielsweise zu langsam spielten. Der Gruppenerste und -zweite qualifizierte sich für das Finale.

## Resultate

### Gruppenphase
Tabelle
Der Abzug erfolgte auf Grund von zu langsamer Spielweise.
| Teams             | Sp. | S | N | U | R | NR | BP | Ded | Punkte | NRR    |
| ----------------- | --- | - | - | - | - | -- | -- | --- | ------ | ------ |
| Western Australia | 10  | 7 | 3 | 0 | 0 | 0  | 2  | 0   | 30     | +0.294 |
| New South Wales   | 10  | 6 | 3 | 1 | 0 | 0  | 2  | 0   | 28     | +0.193 |
| Queensland        | 10  | 6 | 4 | 0 | 0 | 0  | 3  | 0   | 27     | +0.676 |
| Tasmanien         | 10  | 5 | 4 | 1 | 0 | 0  | 3  | 0   | 25     | +0.450 |
| Victoria          | 10  | 4 | 6 | 0 | 0 | 0  | 2  | 0   | 18     | −0.387 |
| South Australia   | 10  | 1 | 9 | 0 | 0 | 0  | 0  | 0   | 4      | −1.207 |

## Finale
| 23. Februar Scorecard | Perth | Western Australia 207 (49.5)          | – | New South Wales 211-3 (26.5) |
|                       |       | New South Wales gewinnt mit 7 Wickets |   |                              |